# Sit błotny
Sit błotny (Juncus tenageia Ehrh.) – gatunek rośliny z rośliny sitowatych.

## Rozmieszczenie geograficzne
Występuje w północno-zachodniej Afryce oraz w Europie i Azji od Portugalii na zachodzie po Kazachstan na wschodzie. W Polsce jest gatunkiem rzadkim; rośnie głównie w północno-zachodniej części kraju.

## Morfologia

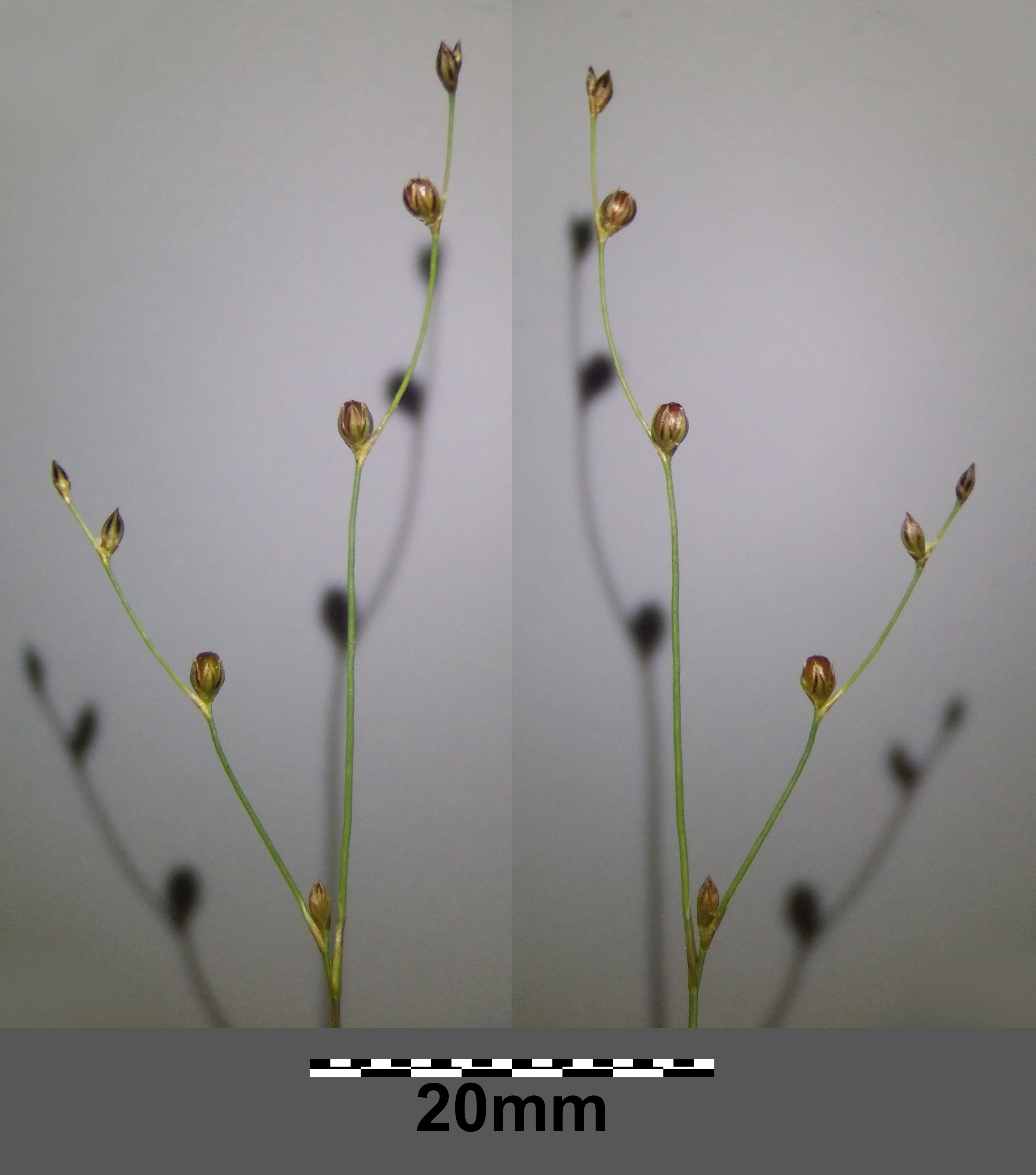
Kwiatostan

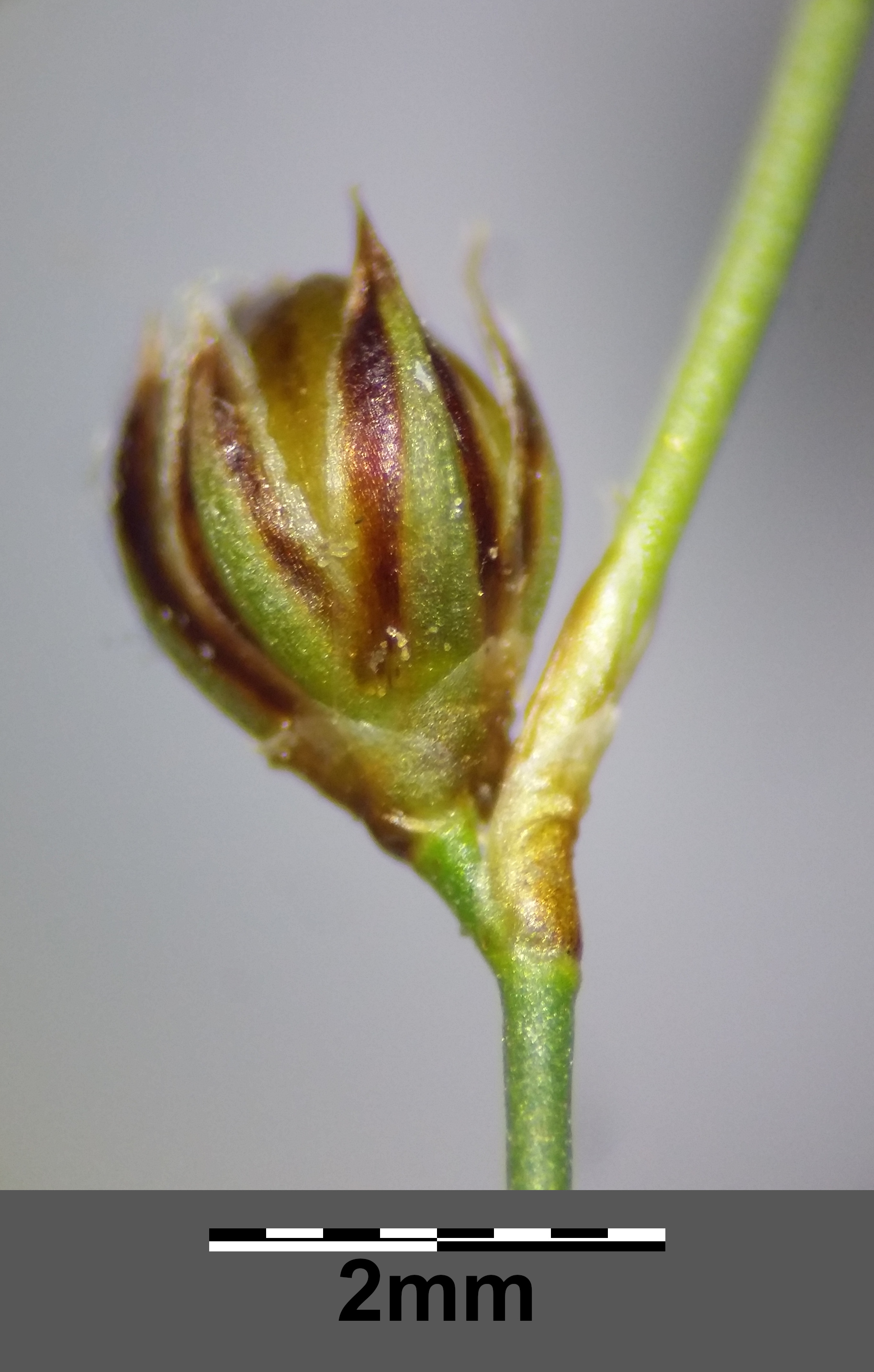
Owoc

ŁodygaRozgałęziona, do 30 cm wysokości.
LiściePochwy liściowe z 2 uszkami. Blaszka do 1 mm szerokości.
KwiatyDługości 2 mm, opatrzone dwoma łuskowatymi podkwiatkami. Działki kielicha jajowatolancetowate.
OwocKulista torebka długości działek.

## Biologia i ekologia
Roślina jednoroczna. Rośnie na mulistych brzegach wód. Kwitnie od czerwca do września. Gatunek charakterystyczny klasy Isoёto-Nanojunetea.

## Zmienność
Gatunek zróżnicowany na dwa podgatunki:
- Juncus tenageia subsp. perpusillus Fern.-Carv. & Navarro - występuje w Maroku i na Półwyspie Iberyjskim
- Juncus tenageia subsp. tenageia - rośnie w całym zasięgu gatunku

## Zagrożenia i ochrona
Roślina umieszczona na Czerwonej liście roślin i grzybów Polski (2006) w grupie gatunków rzadkich (kategoria zagrożenia R). W wydaniu z 2016 roku otrzymała kategorię EN (zagrożony).